# Eduard von Hoffmeister

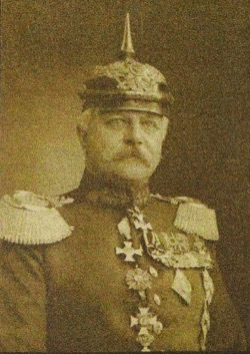

Eduard Karl Ludwig Hoffmeister, seit 1902 von Hoffmeister (* 7. Juli 1852 in Karlsruhe; † 20. Mai 1920 in Heidelberg) war ein preußischer Generalleutnant und Militärhistoriker.

## Leben

### Herkunft
Eduard war der Sohn des badischen Hofkupferstechers Ludwig Hoffmeister (1814–1869) und dessen Ehefrau Karoline, geborene Mayerhuber (1823–1859).

### Militärkarriere
Nach dem Besuch des Lyzeums in seiner Heimatstadt trat Hoffmeister am 14. August 1869 als Avantageur in das 3. Infanterie-Regiment der Badischen Armee ein. Bis Ende Juli 1870 avancierte er zum Sekondeleutnant und nahm während des folgenden Krieges gegen Frankreich an der Schlacht bei Wörth, der Belagerung von Straßburg sowie den Gefechten bei La Bourgonce, am Ognon, bei Prenois und Daix teil. Bei Talant wurde er am rechten Oberschenkel verwundet.
Ausgezeichnet mit dem Ritterkreuz II. Klasse des Ordens vom Zähringer Löwen mit Schwertern wurde Hoffmeister nach dem Krieg durch die Militärkonvention in den Verband der Preußischen Armee übernommen und absolvierte ab Oktober 1873 zur weiteren Ausbildung die Kriegsakademie in Berlin. Mitte April 1877 erfolgte seine Versetzung in das Garde-Füsilier-Regiment und Mitte Februar 1878 die Beförderung zum Premierleutnant. Vom 1. Mai 1879 bis zum 3. Mai 1881 war er zur Dienstleistung beim Großen Generalstab kommandiert. Unter Stellung à la suite seines Regiments wurde Hoffmeister am 28. Dezember 1882 als Ordonnanzoffizier bei Großherzog Friedrich I. von Baden kommandiert. In dieser Eigenschaft avancierte er Mitte Juni 1884 zum Hauptmann und wurde am 1. April 1885 unter Entbindung von seinem Kommando und Überweisung zum Generalstab des II. Armee-Korps in den Generalstab der Armee versetzt. Nach einer knapp zweijährigen Tätigkeit im Generalstab der 4. Division kehrte Hoffmeister am 1. Oktober 1888 als Kompaniechef im 2. Hessischen Infanterie-Regiment Nr. 82 in den Truppendienst zurück. Mit der Beförderung zum Major und der Überweisung zum Generalstab der 10. Division erfolgte am 24. März 1890 seine Rückversetzung in den Generalstab der Armee. Vom 27. Januar 1881 bis zum 13. Mai 1884 war er beim Generalstab der Kommandantur Posen, wurde anschließend Bataillonskommandeur im 7. Badischen Infanterie-Regiment Nr. 142 und am 16. Juni 1896 als Oberstleutnant zum etatmäßigen Stabsoffizier im Infanterie-Regiment „Markgraf Ludwig Wilhelm“ (3. Badisches) Nr. 111 ernannt. Unter Beförderung zum Oberst schloss sich ab dem 27. Januar 1899 eine Verwendung als Kommandeur des Infanterie-Regiments „Markgraf Karl“ (7. Brandenburgisches) Nr. 60 an.
Am 9. Juli 1900 schied Hoffmeister aus der Preußischen Armee aus, trat in den Reichsdienst über und nahm als Kommandeur des 4. Ostasiatischen Infanterie-Regiments an der Niederschlagung des Boxeraufstandes in China teil. Nach Beendigung dieses Einsatzes schied er zum 5. September 1901 aus dem Ostasiatischen Expeditionskorps aus, wurde zunächst als Offizier von der Armee wieder angestellt und mit dem Komturkreuz II. Klasse des Friedrichs-Ordens mit Schwertern ausgezeichnet. Am 22. März 1902 beauftragte man ihn mit der Führung der 55. Infanterie-Brigade in Karlsruhe und ernannte ihn einen Monat später unter Beförderung zum Generalmajor zum Kommandeur dieser Brigade. Am 17. Juli 1902 wurde Hoffmeister durch Großherzog Friedrich I. in den erblichen badischen Adelsstand erhoben. Die preußische Anerkennung erhielt er am 5. Januar 1903. Ferner wurde er mit dem Stern zum Kommandeurkreuz II. Klasse mit Schwertern des Ordens vom Zähringer Löwen und dem Stern zum Kronen-Orden II. Klasse ausgezeichnet. Unter Verleihung des Charakters als Generalleutnant wurde Hoffmeister am 9. Februar 1906 mit der gesetzlichen Pension zur Disposition gestellt.
Nach seiner Verabschiedung unternahm Hoffmeister Reisen nach Persien, Armenien, Turkestan, Mesopotamien, Palästina, Kleinasien sowie Afrika und veröffentlichte darüber mehrere Schriften.
Mit Beginn des Ersten Weltkriegs wurde er gemäß seiner Mobilmachungsbestimmung als Kommandeur der 31. Landwehr-Infanterie-Brigade wiederverwendet und nahm an den Kämpfen an der Westfront teil. Nachdem man ihn für sein Wirken mit den Schwertern zum Roten Adlerorden II. Klasse mit Eichenlaub und Schwertern am Ringe ausgezeichnet hatte, war Hoffmeister vom 25. April 1917 über das Kriegsende hinaus bis Dezember 1918 Kommandeur der 23. Landwehr-Division an der Ostfront.

### Familie
Hoffmeister hatte sich am 30. Mai 1885 in Karlsruhe mit Johanna Kiehnle (* 1862) verheiratet. Aus der Ehe gingen die drei Söhne Friedrich (1886–1961), Kurt (1887–1889) und Hans (1890–1916) hervor. Sein Sohn Hans erlangte Bekanntheit für mehrere Ausbrüche aus russischer Kriegsgefangenschaft im Ersten Weltkrieg. Nachdem er mit zwei anderen flüchtigen Offizieren in der neutralen Mongolei erschossen worden war, wurde eine bis dahin einmalige christliche Ruhestätte in der buddhistischen Mongolei errichtet.

## Schriften
- Meine Erlebnisse in China. Ein Vortrag geh. in Karlsruhe 1903. Karlsruhe 1903.
- Aus Ost und Süd. Wanderungen und Stimmungen. Heidelberg 1907.
- Kairo–Bagdad–Konstantinopel. Wanderungen und Stimmungen. Verlag Teubner, Leipzig 1910.
- Durch Armenien. Eine Wanderung und der Zug Xenophons bis zum Schwarzen Meere. Eine Militär-Geographische Studie. Verlag Teubner, Leipzig 1911.